# Wild card
Wild card är ett begrepp på engelska som används i idrott och andra tävlingar för någon som tillåts delta i en tävling även om de inte kvalificerat sig på vanligt sätt. De sägs då ha tilldelats ett wild card.
I kortspel finns det svenska begreppet vilt kort.
I beslutsteori syftar det på osannolika händelser som genom sin stora verkan ändå är signifikanta för beslutet.